# ليا شولر
ليا شولر (مواليد 12 نوفمبر 1997) هي لاعبة كرة قدم ألمانية تلعب في مركز المهاجم في نادي بايرن ميونخ ومنتخب ألمانيا.

## روابط خارجية
- ليا شولر على موقع الاتحاد الدولي (مؤرشف)  (الإنجليزية)
- ليا شولر على موقع الاتحاد الأوربي (الإنجليزية)
- ليا شولر على موقع قاعدة بيانات كرة القدم.إي يو (الإنجليزية)
- ليا شولر على موقع بيانات كرة القدم. دي إي (الألمانية)
- ليا شولر على موقع ليكيب (الفرنسية)
- ليا شولر على موقع Soccerway.com (الإنجليزية)
- ليا شولر على موقع عالم كرة القدم.نت (الإنجليزية)
- ليا شولر على موقع اللجنة الأولمبية الدولية (الإنجليزية)